# Jožef Rozman (1801–1871)
Jožef Rozman (imenovan tudi Jožef Rozman Trebanjski), slovenski rimskokatoliški duhovnik in nabožni pisatelj, * 11. februar 1801, Ljubno na Gorenjskem, † 10. julij 1871, Trebnje. 
Rozman je v  Ljubljani obiskoval gimnazijo, filozofijo in teologijo ki jo je končal leta 1823, nato je bil adjunkt v semenišču. Leta 1824 je bil posvečen v Salzburgu. Po posvečenju jebil kaplan  v Šentjernej, Semiču in Šmartnem pri Litiji, župnikoval v Borovnici (od 1832), Cerknici (od 1842) in bil naposled župnik in dekan v Trebnjem (od 1848). 
Sestavil je: Daj nam dans naš vsakdanji kruh! ali mnoge molitve, v kterih po Jezusovim nauku Očeta, ki je v nebesih, vsiga prosimo, kar vsak dan za dušo in telo potrebujemo (Lj. 1835);  Posvečeno bodi tvoje ime ali nauki in molitve za mlade ljudi, zlasti za otroke. Pridjan je tudi katekizem (Lj. 1836); Oče naš, kteri si v nebesih, ali molitvice k časti nebeškiga Očeta (Lj. 1836). Več Rozmanovih pridig je bilo objavljenih v tisku.